# Национално знаме на Ватикана
Знамето на Ватикана представлява квадратно (позволени са и варианти в съотношение 2:3 за неофициално ползване) платнище с 2 вертикални равни цветни полета: жълто (от страната на носещата част) и бяло. Върху бялата част са изобразени кръстосани и обърнати навън ключовете (жълт и бял) на св. ап. Петър, свързани с червена кокарда, и папската трисъставна тиара, оцветена също в жълто и бяло.
В хералдиката белият и жълтият цвят са цветовете на среброто и златото. Сребърният цвят символизира властта за развързване, а златният цвят символизира властта за свързване, които според католическото учение са дадени от Христос съгласно Евангелието според Матей на св. ап. Петър и приемниците му. Двата цвята представляват ключовете на св. ап. Петър, които са свързани с червена кокарда, изразяваща убеждението, че двете власти са взаимосвързани. Трисъставността (три корони) на тиарата символизира учителното, първосвещеническото и пастирското служение и власт на папата.
До началото на френската окупация през 1808 г. цветовете на знамето на папската държава са червено и жълто, отговарящи на цветовете на папската кокарда. Официално жълто-бялото знаме е утвърдено през 1825 г. за търговските и риболовни кораби на Папската област, като през годините разположението на полетата и ключовете с тиарата варира. За други цели (напр., над крепости и др.) се използват и други знамена. От 1825 до 1878 г. то е и личен щандарт на папата.
Съвременното знаме на Ватикан е описано в Конституцията на Държавата Ватикан от 7 юни 1929 г., когато върху бялото поле окончателно са разположени и ключовете на св. ап. Петър с папската тиара. 

## Знаме през годините
- до 1808
- 1803 – 1825
- 1825 – 1849; 1849 – 1870
- 1862 – 1870
- 1870
- 1929 – 2001
- 2001 – 2023